# بالویس
بالویس (انگلیسی: Bâloise) شرکت خدمات مالی و بانکداری سوئیسی است، که در سال ۱۸۶۳ تأسیس شد.